# Llámame
"Llámame" ("Chama-me") foi a canção que representou a Espanha no Festival Eurovisão da Canção 1962 que se realizou em 18 de março de 1962 no Luxemburgo.
A referida canção foi interpretada em castelhano por Victor Balaguer. Foi a terceira canção a ser interpretada na noite do festival, a seguir à canção da Bélgica "Ton nom", interpretada por Fud Leclerc e antes da canção da Áustria "Nur in der Wiener Luft", cantada por Eleonore Schwarz. Terminou a competição em 13.º lugar (empatada com as canções da Bélgica, Áustria e Países Baixos, não logrando conquistar qualquer ponto. No ano seguinte, a Espanha seria representada com a canção "Algo prodigioso, interpretada por José Guardiola.

## Autores
- Letrista: Miguel Portoles
- Compositor: Mario Selles
- Orquestrador: Jean Roderes

## Letra
A canção é uma balada em que Balaguer dirige-se à sua amante dizendo que se ela precisar dele, se estiver triste que o chame.